# Teresa Padrós Casañas
Teresa Padros Casañas (Palau-solità i Plegamans, 12 d'octubre del 1955) és una política catalana i exalcaldessa de Palau-solità i Plegamans, càrrec al qual va accedir l'any 1995, després d'un empat amb Convergència i Unió, que havia governat des del restabliment de la democràcia.
Va introduir-se al món de la política el 1989 quan es va afiliar al PSC, i sis anys més tard, el 1995, es va presentar com a cap de llista per primer cop assolint l'alcaldia.
L'any 2001 fins al 2003 es va convertir en presidenta del Consell Comarcal del Vallès Occidental.
Fins al 2019 va ser presidenta la l'agrupació local del PSC a Palau-solità i Plegamans i presidenta del Consell de la federació PSC-Vallès Occidental Sud, així com Consellera Nacional del PSC.
Va ser alcaldessa del 1995 fins al 2007 en que va ser Diputada adjunta de l'Àrea Social de la Diputació de Barcelona fins al 2011 en que va retornar a l'alcaldia de Palau-solità i Plegamans fins a la seva jubilació l'any 2019.